# Saint-Jean-de-Thouars
Saint-Jean-de-Thouars ist eine französische Gemeinde mit 1.322 Einwohnern (Stand: 1. Januar 2022) im Département Deux-Sèvres in der Region Nouvelle-Aquitaine. Sie gehört zum Arrondissement Bressuire und zum Kanton Thouars. Die Einwohner werden Saint-Jeantais genannt.

## Lage
Saint-Jean-de-Thouars liegt etwa zwei Kilometer südlich des Stadtzentrums von Thouars. Der Thouet begrenzt die Gemeinde nach Norden. 
Nachbargemeinden von Saint-Jean-de-Thouars sind Thouars im Norden, Missé im Osten und Südosten, Luzay im Süden, Mauzé-Thouarsais im Südwesten und Westen sowie Saint-Jacques-de-Thouars im Westen und Nordwesten.

## Bevölkerungsentwicklung
| Jahr                       | 1962 | 1968 | 1975 | 1982 | 1990 | 1999 | 2006 | 2019 |
| Einwohner                  | 650  | 606  | 1082 | 1257 | 1368 | 1317 | 1364 | 1372 |
| Quellen: Cassini und INSEE |      |      |      |      |      |      |      |      |

## Sehenswürdigkeiten
- Kirche Saint-Jean
- Waschhaus
- Tor Maillot, Rest der früheren Ortsbefestigung von Thouars, markiert die Grenze zu  Saint-Jean-de-Thouars

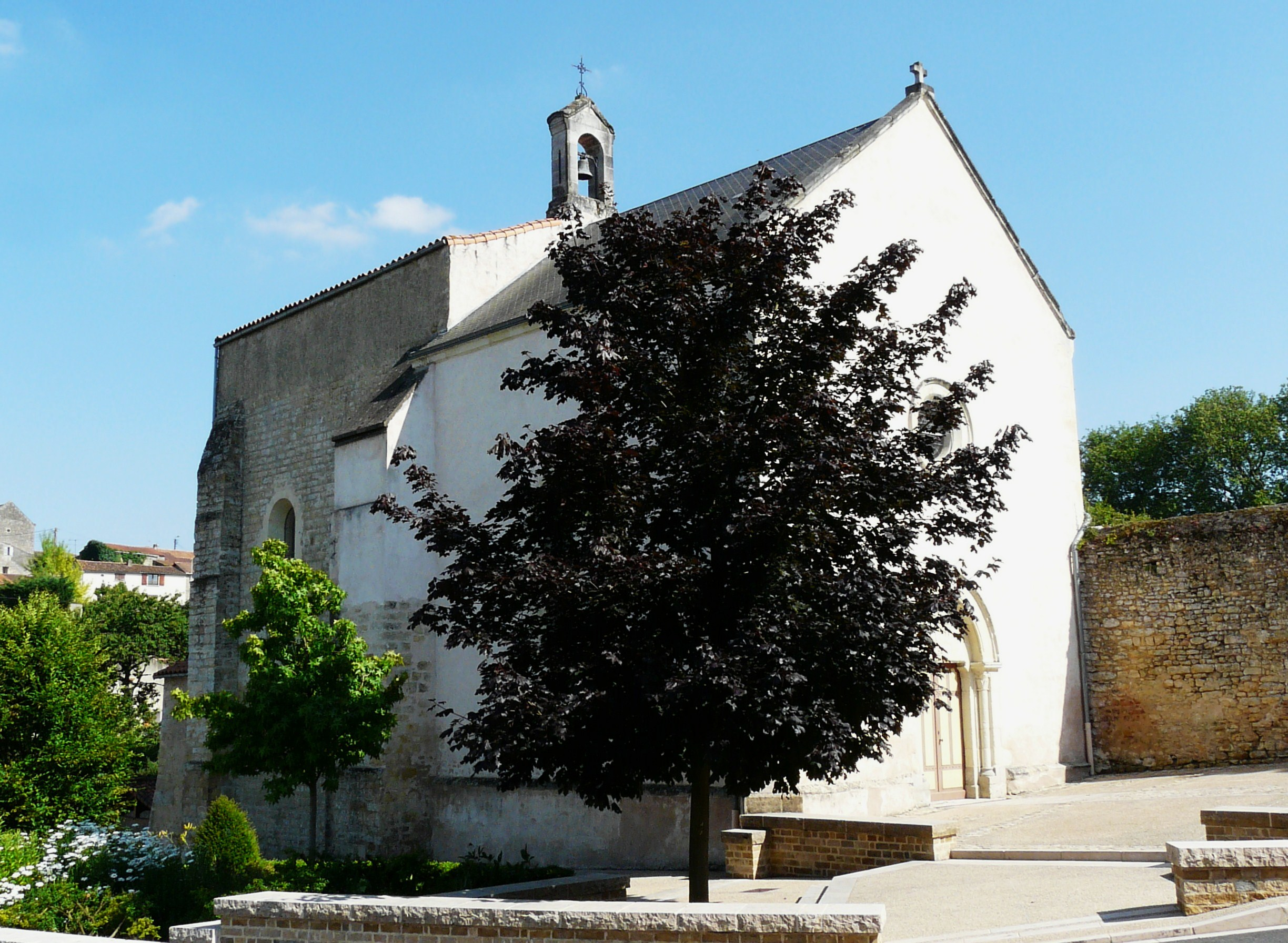
Kirche Saint-Jean
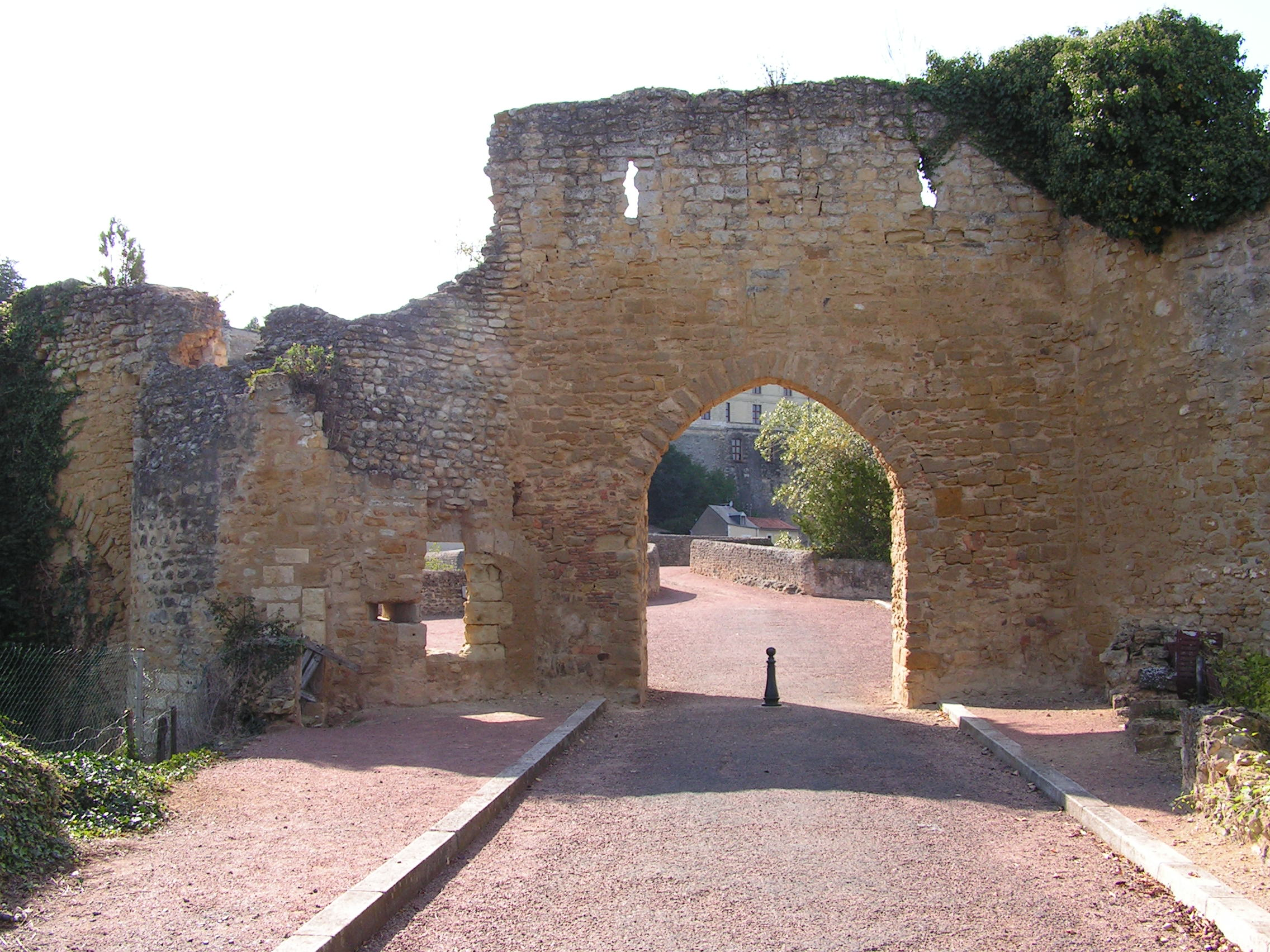
Tor Maillot